# Juan Aguilar
Juan José Aguilar Orzuza (Asunción, Paraguay; 24 de junio de 1989) es un futbolista paraguayo. Juega de centrocampista y su equipo actual es el Guaraní de Fram de la  Primera División B Nacional. Es internacional absoluto por la selección de Paraguay desde 2017.

## Trayectoria
Aguilar comenzó su carrera en el Club Guaraní, donde debutó como profesional en 2009. En la temporada 2009-10 fue cedido al KAS Eupen belga.
Tras terminar su contrato con Guaraní, en julio de 2017 firmó contrato en el Cerro Porteño donde jugó cuatro temporadas. Fue titular en la campaña del Clausura 2017 que ganó el club.
Dejó Cerro Porteño en junio de 2020, y fichó en el Sol de América donde jugó el resto de la temporada.
El 3 de enero de 2023. Aguilar fichó en el Guaireña FC.

## Selección nacional
Debutó en la selección de Paraguay el 2 de junio de 2017 ante Francia por un encuentro amistoso.

## Estadísticas
Actualizado al último partido disputado el 29 de enero de 2023
| Club                    | Div.          | Temporada     | Liga  | Liga  | Copas nacionales | Copas nacionales | Copas internacionales | Copas internacionales | Total | Total |
| Club                    | Div.          | Temporada     | Part. | Goles | Part.            | Goles            | Part.                 | Goles                 | Part. | Goles |
| ----------------------- | ------------- | ------------- | ----- | ----- | ---------------- | ---------------- | --------------------- | --------------------- | ----- | ----- |
| Club Guaraní Paraguay   | 1.ª           | 2009          | 0     | 0     | —                | —                | 3                     | 0                     | 3     | 0     |
| Club Guaraní Paraguay   | 1.ª           | 2010          | 10    | 0     | —                | —                | 1                     | 0                     | 11    | 0     |
| Club Guaraní Paraguay   | 1.ª           | 2011          | 16    | 1     | —                | —                | 1                     | 0                     | 17    | 1     |
| Club Guaraní Paraguay   | 1.ª           | 2012          | 17    | 0     | —                | —                | 0                     | 0                     | 17    | 0     |
| Club Guaraní Paraguay   | 1.ª           | 2013          | 27    | 1     | —                | —                | 2                     | 0                     | 29    | 1     |
| Club Guaraní Paraguay   | 1.ª           | 2014          | 29    | 3     | —                | —                | 0                     | 0                     | 29    | 3     |
| Club Guaraní Paraguay   | 1.ª           | 2015          | 26    | 7     | —                | —                | 7                     | 0                     | 33    | 7     |
| Club Guaraní Paraguay   | 1.ª           | 2016          | 30    | 3     | —                | —                | 2                     | 0                     | 32    | 3     |
| Club Guaraní Paraguay   | 1.ª           | 2017          | 17    | 0     | —                | —                | 7                     | 0                     | 24    | 0     |
| Club Guaraní Paraguay   | Total club    | Total club    | 172   | 15    | 0                | 0                | 23                    | 0                     | 195   | 15    |
| AS Eupen · Bélgica      | 2.ª           | 2009-10       | 30    | 1     | 0                | 0                | —                     | —                     | 30    | 1     |
| AS Eupen · Bélgica      | Total club    | Total club    | 30    | 1     | 0                | 0                | 0                     | 0                     | 30    | 1     |
| Cerro Porteño Paraguay  | 1.ª           | 2017          | 17    | 0     | —                | —                | 3                     | 1                     | 20    | 1     |
| Cerro Porteño Paraguay  | 1.ª           | 2018          | 23    | 0     | —                | —                | 3                     | 0                     | 26    | 0     |
| Cerro Porteño Paraguay  | 1.ª           | 2019          | 26    | 0     | —                | —                | 9                     | 0                     | 35    | 0     |
| Cerro Porteño Paraguay  | 1.ª           | 2020          | 5     | 0     | —                | —                | 2                     | 0                     | 7     | 0     |
| Cerro Porteño Paraguay  | Total club    | Total club    | 71    | 0     | 0                | 0                | 17                    | 1                     | 88    | 1     |
| Sol de América Paraguay | 1.ª           | 2020          | 10    | 0     | —                | —                | 0                     | 0                     | 10    | 0     |
| Sol de América Paraguay | Total club    | Total club    | 10    | 0     | 0                | 0                | 0                     | 0                     | 10    | 0     |
| 12 de Octubre Paraguay  | 1.ª           | 2021          | 31    | 3     | —                | —                | 6                     | 0                     | 37    | 3     |
| 12 de Octubre Paraguay  | Total club    | Total club    | 31    | 3     | 0                | 0                | 6                     | 0                     | 37    | 3     |
| Guaireña FC Paraguay    | 1.ª           | 2022          | 32    | 0     | —                | —                | 8                     | 0                     | 40    | 0     |
| Guaireña FC Paraguay    | 1.ª           | 2023          | 1     | 0     | —                | —                | 0                     | 0                     | 1     | 0     |
| Guaireña FC Paraguay    | Total club    | Total club    | 33    | 0     | 0                | 0                | 8                     | 0                     | 41    | 0     |
| Total carrera           | Total carrera | Total carrera | 347   | 19    | 0                | 0                | 54                    | 1                     | 401   | 20    |

## Palmarés

### Títulos nacionales
| Título                       | Club          | País     | Año           |
| ---------------------------- | ------------- | -------- | ------------- |
| Primera División de Paraguay | Club Guaraní  | Paraguay | Clausura 2016 |
| Primera División de Paraguay | Cerro Porteño | Paraguay | Clausura 2017 |